# Рихенза Нортхаймска
Рихенза Нортхаймска (на немски: Richenza von Northeim; * 1087 – 1089; † 10 юни 1141) е херцогиня на Саксония (от 1106), кралица (от 1125) и императрица на Свещената Римска империя (от 1133) като съпруга на император Лотар III.

## Биография
Тя е от фамилията на графовете на Нортхайм. Дъщеря е на граф Хайнрих Дебели от Нортхайм († 1101), маркграф във Фризия и титулярен херцог на Бавария и на Гертруда от Брауншвайг († 1117) от род Брунони.
Рихенза се омъжва през 1100 г. за херцог Лотар от Суплинбург († 4 декември 1137), който е херцог на Саксония, по-късно германски крал и император (Суплинбурги). Тя взема активно участие в политиката на съпруга си.
През 1115 г. Рихенза ражда дъщеря си Гертруда Суплинбург, която се омъжва за Хайнрих Горди и е майка на Хайнрих Лъв.
Тя е погребана до съпруга си, умрял през 1137 г., и нейния зет Хайнрих Горди в катедралата на Кьонигслутер.